# Rupi's Dance
| Recensione       | Giudizio |
| ---------------- | -------- |
| Progarchives     |          |
| George Starostin | [ 1 ]    |

Rupi's Dance è il quarto lavoro da solista di Ian Anderson, leader della band progressive rock inglese dei Jethro Tull, pubblicato nel 2003.

## Il disco
L'album è stato pubblicato nello stesso periodo in cui è uscito il penultimo disco di Martin Barre, Stage Left. Esso precede, inoltre, di un solo mese la pubblicazione del Christmas Album, infatti al suo interno possiamo trovare la traccia Birthday Card at Christmas che aprirà poi l'album natalizio.

## Tracce
1. Calliandra Shade (The Cappuccino Song) - 5:02
2. Rupi's Dance - 3:00
3. Lost in Crowds - 5:37
4. A Raft of Penguins - 3:34
5. A Week of Moments - 4:27
6. A Hand of Thumbs - 4:02
7. Eurology - 3:14
8. Old Black Cat - 3:40
9. Photo Shop - 3:20
10. Pigeon Flying over Berlin Zoo - 4:18
11. Griminelli's Lament - 2:56
12. Not Ralitsa Vassileva - 4:45
13. Two Short Planks - 4:00
14. Birthday Card at Christmas - 3:37

## Formazione
- Ian Anderson - cantante, flauto traverso, flauto di bambù, ottavino, chitarra acustica
- Ossi Schaller - chitarra elettrica
- George Kopecsni - chitarra elettrica
- Martin Barre - chitarra elettrica
- David Goodier - basso
- John O'Hara - tastiere
- Laszlo Bencker - tastiere
- Andrew Giddings - basso elettrico, tastiere
- James Duncan - batteria
- Leslie Mandoki - batteria
- Doane Perry - batteria
- Sturcz String Quartet:
  - Gábor Berán - primo violino
  - Gábor Csonka - primo violino in Pigeon Flying over Berlin Zoo
  - Péter Szilágyi - secondo violino
  - Gyula Benkö - viola
  - András Sturcz - violoncello